# Efekt substytucyjny
Efekt substytucyjny – zmiana stosunku nabywanych dóbr (usług) wywołana zmianą ceny jednego z nich. Wraz z efektem dochodowym opisuje wpływ zmiany ceny na siłę nabywczą i decyzje konsumenta.

## Ujęcie Słuckiego[2]
Aby opisać efekt substytucyjny uwzględniamy zmianę ceny jednego z dóbr i takie dostosowanie dochodu, aby mimo tej zmiany siła nabywcza konsumenta pozostała stała.

### Interpretacja graficzna
Graficznie osiągamy to dokonując obrotu linii ograniczenia budżetowego wokół początkowego koszyka dóbr, czyli punktu optimum konsumenta. W efekcie koszyk ten pozostaje w finansowym zasięgu konsumenta i w tym znaczeniu jego siła nabywcza pozostaje niezmieniona.
Nowa linia ograniczenia budżetowego jest jednak styczna do wyżej położonej krzywej obojętności, więc punkt równowagi konsumenta ulega przesunięciu w kierunku dobra relatywnie tańszego.

### Interpretacja algebraiczna
Załóżmy, że zmienia się cena dobra X.
Algebraicznie dochód konsumenta przed zmianą ceny zapisujemy jako:
{\displaystyle m=p_{x}\cdot x+p_{y}\cdot y.}
Dochód, jaki konsument musiałby osiągać, aby po zmianie ceny mógł nabyć początkowy koszyk dóbr to:
{\displaystyle m'=p'_{x}\cdot x+p_{y}\cdot y.}
Zmianę dochodu „kompensującą” konsumentowi zmianę ceny zapisujemy jako:
{\displaystyle m'-m=x(p'_{x}-p_{x}),}
{\displaystyle \Delta m=x\cdot \Delta p_{x},}
gdzie:
{\displaystyle m} – dochód,
{\displaystyle m'} – dochód zmieniony,
{\displaystyle p_{x}} – pierwotna cena dobra x,
{\displaystyle p'_{x}} – nowa cena dobra x,
{\displaystyle p_{y}} – cena dobra y,
{\displaystyle x} – ilość dobra x,
{\displaystyle y} – ilość dobra y).
Efekt substytucyjny obliczamy ze wzoru:
{\displaystyle \Delta x_{s}=x(m',p'_{x})-x(m,p_{x}),}
gdzie:
{\displaystyle x(m,p_{x})} – funkcja wielkości popytu na dobro x od dochodu konsumenta i ceny produktu.

### Kierunek działania efektu substytucyjnego
Efekt substytucyjny zmienia się zawsze w kierunku przeciwnym niż zmiana ceny. Oznacza to, że jeśli cena produktu rośnie to w wyniku działania efektu substytucyjnego wielkość popytu nań maleje.